# Католика Ераклеа
Католика Ераклеа (итал. Cattolica Eraclea) је насеље у Италији у округу Агриђенто, региону Сицилија.
Према процени из 2011. у насељу је живело 3909 становника. Насеље се налази на надморској висини од 168 м.

## Становништво
| 1931. | 1936. | 1951.  | 1961. | 1971. | 1981. | 1991. | 2001. | 2011. |
| ----- | ----- | ------ | ----- | ----- | ----- | ----- | ----- | ----- |
| 9.635 | 9.856 | 11.274 | 8.877 | 6.489 | 5.986 | 6.188 | 4.959 | 3.975 |